# Ulica Międzynarodowa w Warszawie
Ulica Międzynarodowa – ulica na Saskiej Kępie i Kamionku w Warszawie.
Jej nazwa, podobnie jak nazwy wielu innych ulic Saskiej Kępy, związana jest z przedwojennymi planami przeznaczenia pobliskich obszarów na tereny wystawowe. Zabudowę tworzą głównie powojenne domy mieszkalne, a także punkty usługowe.

## Przebieg i ruch uliczny

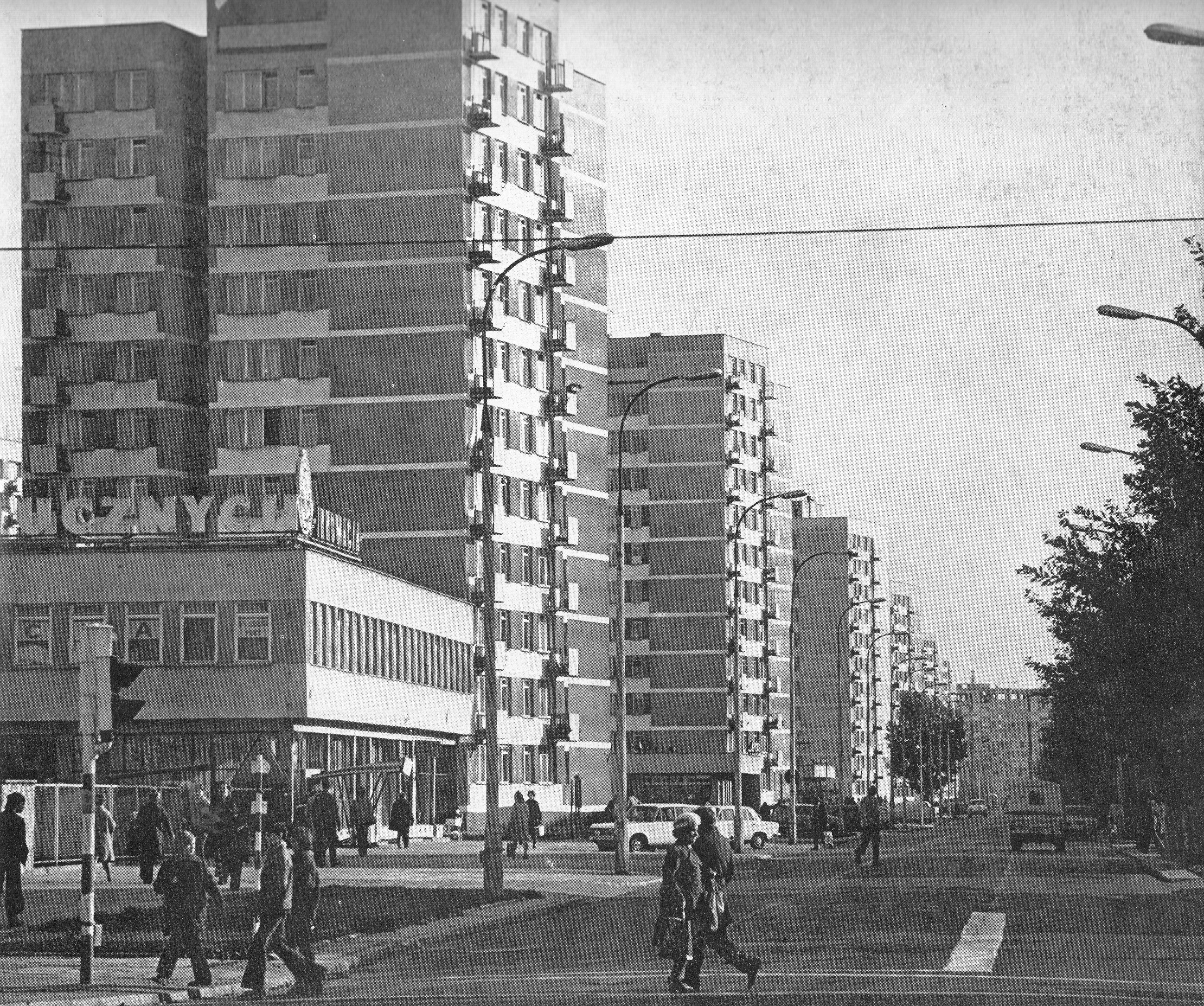
Ulica w 1973 roku

Ulica zaczyna się na Saskiej Kępie przy al. Stanów Zjednoczonych (Trasa Łazienkowska). Po drodze krzyżuje się z następującymi ulicami: Brazylijską, Zwycięzców, Walecznych, i Angorską. Za al. Waszyngtona zaczyna się jej ślepy odcinek, który przebiega wzdłuż Parku Paderewskiego. Przez mostek na Kanale Wystawowym możliwy jest tylko ruch pieszy. W dalszej bezadresowej części (sięgającej ul. Grochowskiej) możliwy jest także ruch kołowy. Na wszystkich odcinkach dostępnych dla ruchu kołowego ulica jest dwukierunkowa i jednojezdniowa. Ponadto na Saskiej Kępie (między al. Waszyngtona a ul. Zwycięzców), na tyłach bloków mieszkalnych po wschodniej stronie ulicy, znajduje się droga dla rowerów, a na wysokości ul. Walecznych stacja systemu Veturilo.
Przez Międzynarodową przebiegają trasy pojazdów komunikacji miejskiej – przystanki mają tu autobusy linii 111 i 123.

## Historia

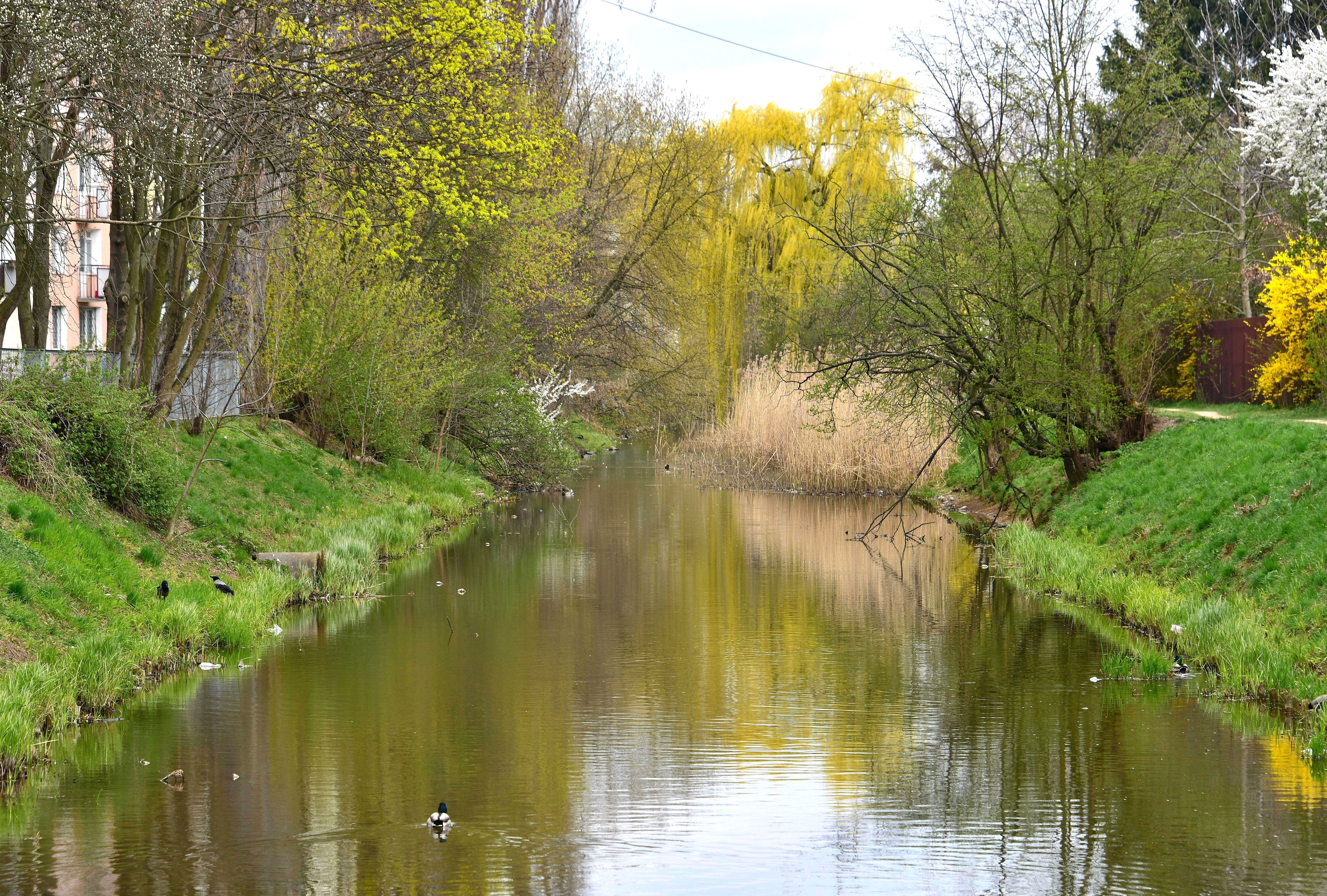
Kanał Wystawowy w rejonie ul. Międzynarodowej

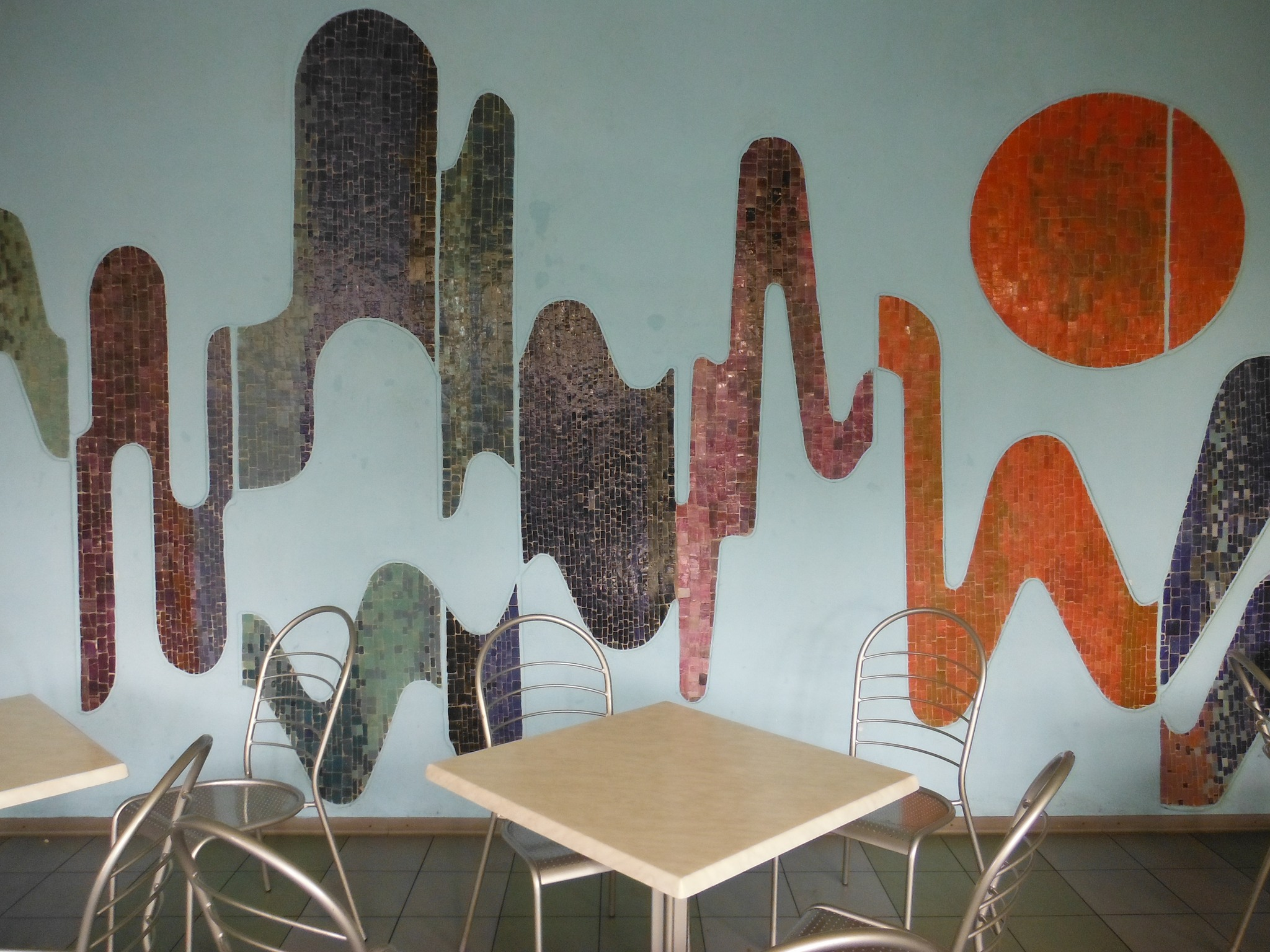
Mozaika w Barze Alpejskim

Dawniej na terenie dzisiejszych działek (położonych na wschód od ul. Międzynarodowej) znajdowało się dawne koryto Wisły. Przed I wojną światową rozważano budowę w okolicy miejskich rzeźni. Z kolei w okresie dwudziestolecia międzywojennego obszary położone przy dzisiejszej ul. Międzynarodowej brano pod uwagę jako miejsce przeznaczone na tereny wystawowe. Z zachowanych planów wynika, że w pobliżu dzisiejszego skrzyżowania z al. Waszyngtona przewidywano budowę m.in. Stadionu Reprezentacyjnego oraz Pawilonów Wystawy Rolniczej. Pamiątką po tych koncepcjach jest m.in. nazwa ulicy oraz nazwa pobliskiego Kanału Wystawowego.
Po II wojnie światowej nastąpiło faktyczne poszerzenie granic Saskiej Kępy, właśnie do ul. Międzynarodowej. Obecna powojenna zabudowa powstała głównie w okresie PRL-u, jak np. budynki w ramach osiedli Saska Kępa I, Saska Kępa II i Międzynarodowa, a częściowo już po roku 1989, jak np. powstały w 2000 u zbiegu ulic Zwycięzców i Międzynarodowej apartamentowiec zaprojektowany przez Jacka Zielonkę.
Tym, co do dziś wyróżnia ulicę Międzynarodową, jest zrealizowana w latach 70. grupa rzeźb plenerowych znajdujących się pomiędzy blokami mieszkalnymi. Był to element szerszego programu humanizacji przestrzeni miejskiej realizowanego wówczas na tzw. „Osiedlach Młodych”. Stąd do dziś przy ul. Międzynarodowej znajdują się takie prace takich artystów jak Teresa Brzóskiewicz czy też Ryszard Wojciechowski. Walory ulicy wykorzystywane są m.in. przez Muzeum Warszawy przy organizacji spacerów z przewodnikiem.

## Ważniejsze obiekty

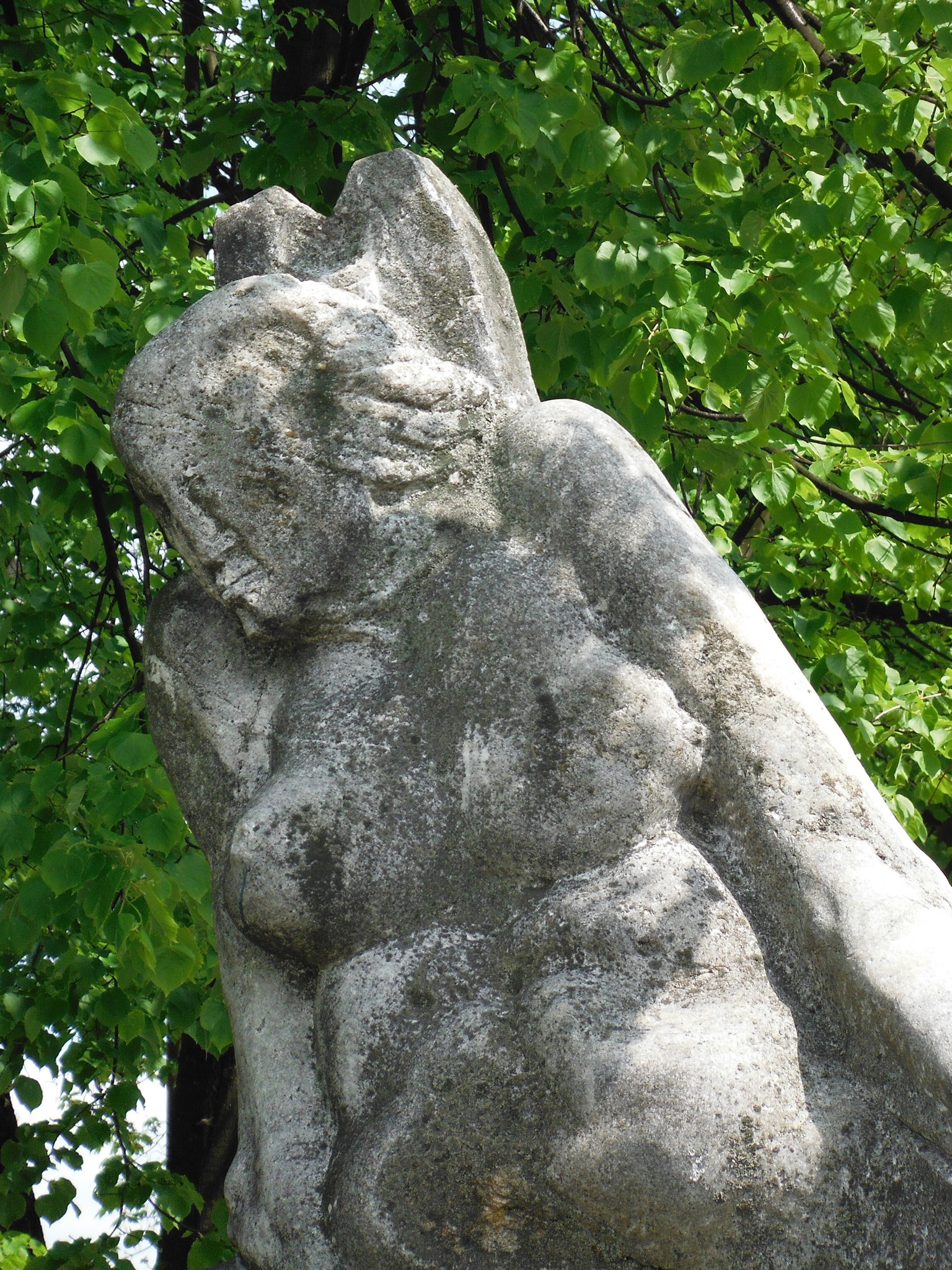
Rzeźba Majestat Wszechżycia

- Kanał Wystawowy oraz tereny Rodzinnych Ogródków Działkowych Mandragora[15].
- Rzeźby plenerowe – w tym Wiosna Teresy Brzóskiewicz (niedaleko al. Waszyngtona) i Majestat Wszechżycia Ryszarda Wojciechowskiego (przy skrzyżowaniu z ul. Zwycięzców)[13].
- Szkoła Podstawowa nr 168 im. Czesława Niemena (ul. Zwycięzców 44)[16]
- Budynek przy ul. Walecznych 74 (róg Międzynarodowej) – kawiarnia OSP Saska Kępa. W sezonie letnim organizowane są tam niedzielne targi żywności Fresh Sunday[17].
- Budynek przy ul. Międzynarodowej 65 – Restauracja Fregata[18][19].
- Budynek przy ul. Międzynarodowej 68 – Bar Alpejski, w którym zachowała się ozdobna mozaika oraz dekoracje metaloplastyczne[20].
- Pomnik pamięci pracowników Zakładów Wytwórczych Urządzeń Telefonicznych nad Jeziorkiem Kamionkowskim[21].